# عاصم حواط
عاصم احمد حواط (15 فبراير 1976 -)، ممثل سوري.حر

## عن حياته
بدأ حياته الفنية كموسيقي حيث عزف على العود وقد نجح بإثبات وجوده في هذا المجال الفني، لم تكن دراسة الفنان عاصم مقتصرة عل الفن فقط وانما درس عاصم في المعهد المتوسط لطب الأسنان وأثناء وجوده في جامعة دمشق شارك في المسرح الجامعي ساعيا للمشاركة في إنشاء فرقة السنارة والتي أنتجت عدد من الأعمال المسرحية مثل زمن الفئران وعقب تخرجه من المعهد انتسب إلى نقابة الفنانين وشارك في العديد من المسلسلات السورية واشتهر بأداءه الكوميدي وقدرته المميزة على تقليد العديد من المشاهير ولاسيما الممثلين السوريين.وتنوعت أعماله بين التلفزيون والمسرح والسينما.

## أعماله
- (2024) : الوشم
- (2024) : عزك ياشام
- (2024) : وصايا الصبار
- (2020) : البقعة السوداء
- (2019) : كرسي الزعيم
- (2019) : كونتاك
- (2019) : شوارع الشام العتيقة (بدور ظافر)
- (2018) : حريم الشاويش
- (2018) : عطر الشام 3 (عزو)
- (2018) : فزلكة عربية 2
- (2017) : عطر الشام 2(عزو)
- (2017) : أزمة عائلية (بدور طلال)
- (2016) : عطر الشام 1 (بدور عزو)
- (2016) : صدر الباز (بدور عبدو)
- (2015) : حارة المشرقة
- (2014) : باب الحارة 6 (أبو عناد)
- (2013) : صرخة روح
- (2013) : حائرات
- (2012) : رومانتيكا
- (2011) : طالع الفضة
- (2011) : بومب أكشن
- (2011) : صبايا 3 (ضيف شرف)
- (2010) : باب الحارة 5 (أبو عناد/صبحي)
- (2010) : صبايا 2
- (2009) : شتاء ساخن
- (2009) : باب الحارة 4 (أبو عناد/صبحي)
- (2009) : سفر الحجارة (عبد المولى)
- (2009) : شتاء ساخن
- (2008) : عندما تتمرد الأخلاق
- (2008) : وجه العدالة
- (2008) : باب الحارة 3 (أبو عناد)
- (2008) : الخط الأحمر
- (2008) : مواسم الخطر
- (2008) : هيك تجوزنا
- (2008) : خبر عاجل
- (2007) : سيرة الحب
- (2007) : العيلة عيلتنا
- (2007) : اسير الأنتقام
- (2006) : أيام الولدنة
- (2006) : باب الحارة (صبحي)
- (2006) : الغاوي
- (2006) : أسياد المال
- (2005) : بقعة ضوء5
- (2004) : عشنا وشفنا
- (2004) : مرزوق على جميع الجبهات
- (2003) : بنات اكريكوز
- (2003) : زمان الصمت
- (2003) : مرايا 2003
- (2002) : حديث المرايا
- (2001) : حكايا المرايا
- (2000) : حكايا
- (2022) ؛  على قيد الحب

## دبلجة
- مسلسل وتمضي الأيام بصوت أسمر

- مسلسل الأرض الطيبة بصوت عزو المجنون

- مسلسل حريم السلطان بصوت إبراهيم باشا الفرنجي.

- مسلسل نقوش متنوعة بصوت شرف.

- مسلسل حكاية سمر بصوت رؤوف.

- مسلسل فاطمة بصوت مصطفى

- مسلسل اطرق بابي بصوت روكان
- مسلسل طائر الرفراف (فريد) بصوت اورهان.

## روابط خارجية
- عاصم حواط على موقع قاعدة بيانات الأفلام العربية